# Вікентій Лісовський
Вікентій Лісовський (пол. Wicenty Lisowski; ? — 1858, Вільно) — ієромонах-василіянин, після Полоцького собору 1839 року — православний ієромонах Віленського Свято-Троїцького монастиря, духовник митрополита Йосифа Сємашка.

## Життєпис
Народився на Білорусі. Був священником у Василіянському чині. Після Полоцького собору 1839 року, зініційованого Йосифом Сємашком, ієромонах Вікентій Лісовський перейшов до православної церкви і проживав у по-василіянському монастирі Святої Трійці у Вільно. Митрополит Сємашко обрав Лісовського собі за духовника з огляду на його поважний вік і високодуховне монаше життя. Він не носив бороду, що дозволялось постановами Полоцького собору і молився за старовинним молитвословом зі слов'янськими, польськими та латинськими молитвами, стоячи біля самого крилосу разом з вихованцями Віленської семінарії. Проживав на першому поверсі семінарсько-монастирського корпусу. До кінця своїх днів Лісовський не відпускав бороду, мав вигляд греко-католицького священника і продовжував молитися за греко-католицькими книгами, що послужило причиною розмов про його латинство, а тим самим про розкаяність Сємашка в тому, що він привів Унійну церкву до возз'єднання з православною церквою.
Помер у Вільно 1858 року і був похований на православному Євфросиніївському цвинтарі.